# Chemin de fer Monte Generoso

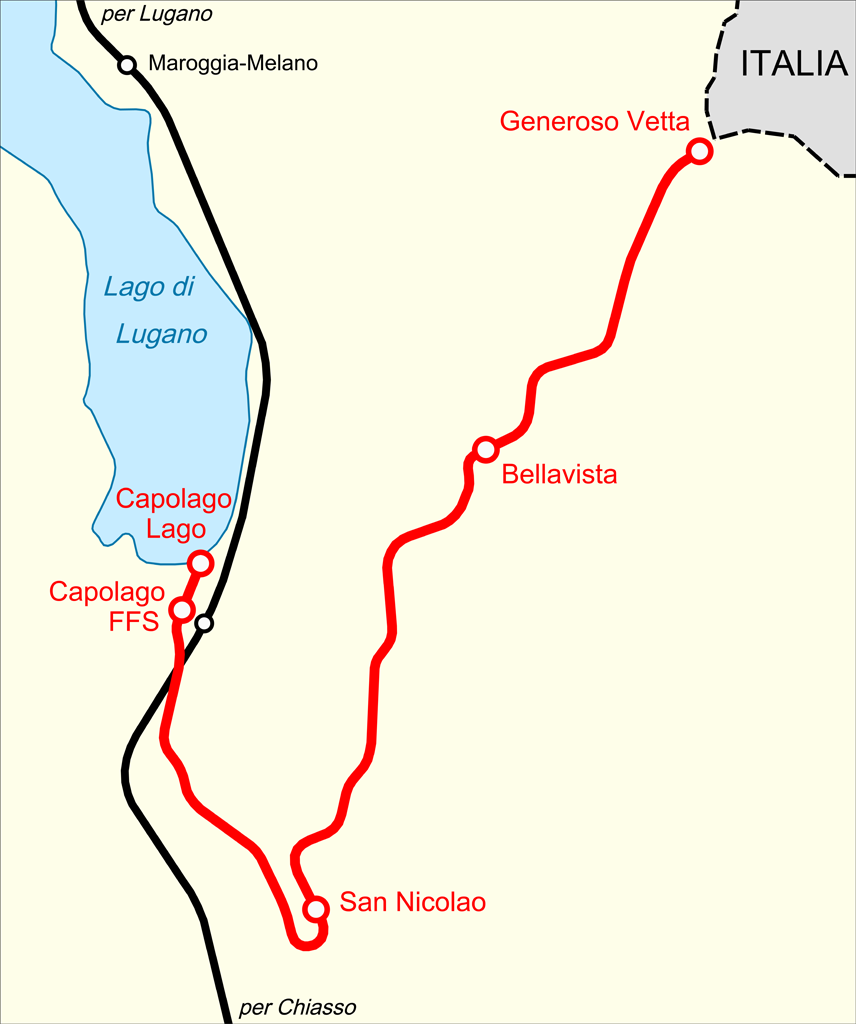
Carte de la ligne

Le chemin de fer Monte Generoso (MG) est une entreprise ferroviaire suisse reliant d'une part Capolago dans le Canton du Tessin, à l'extrémité sud du Lac de Lugano et l'hôtel du Monte Generoso. Le sommet dépasse d'une centaine de mètres la station supérieure. Le Monte Generoso (1 704 m) est une destination touristique importante. Le réseau est à voie réduite (800 mm) et à crémaillère de type Abt, d'une longueur de 9 km.

## Historique

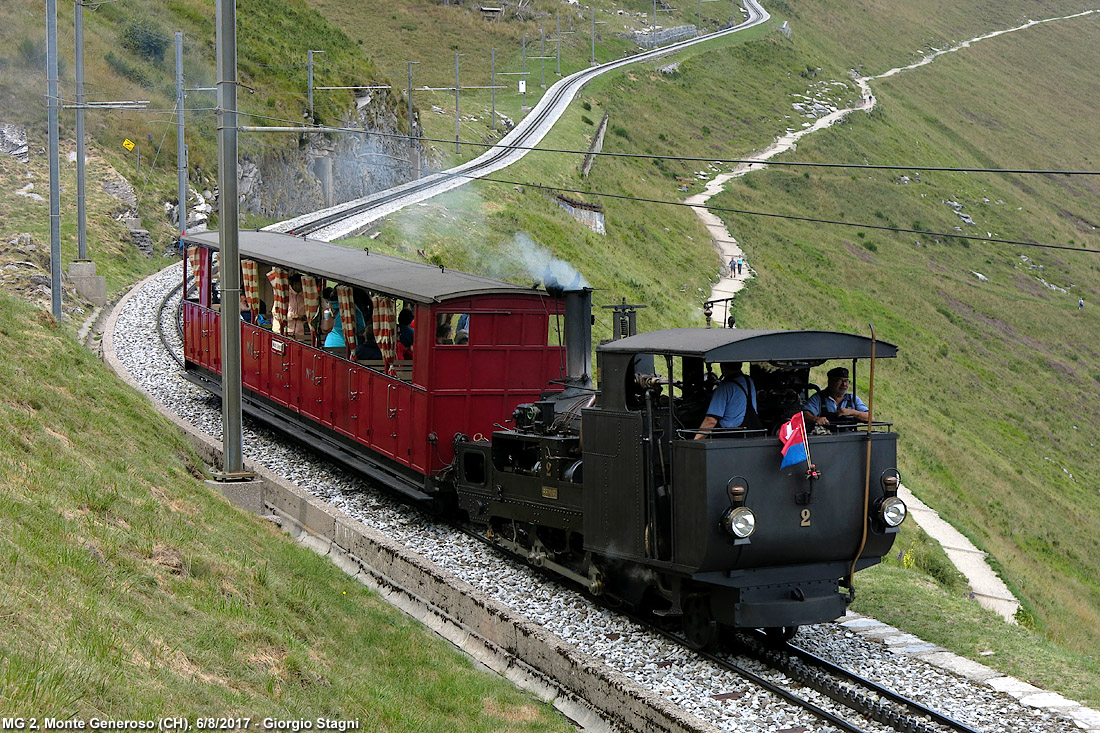
Locomotive Type H3/3 et train touristique

Après l'inauguration du 4 juin 1890, la mise en exploitation de la ligne a été effectuée le 22 juin 1890 avec un mode de traction à vapeur puis dès 1953 à la traction diesel. La compagnie a terriblement souffert de la Première Guerre mondiale et des années de crises. Son exploitation fut même interrompue de 1939 à 1941. Elle fut rachetée le 12 mars 1941 par Gottlieb Duttweiler, fondateur de la Coopérative Migros. L'hôtel Generoso Vetta (1960) qui appartient au Chemin de fer a été reconstruit en 1971. En 1982, la ligne fut électrifiée (750 volts - 2000 ampères). Le 7 juillet 2000 la société rachète du Bellavista (premier hôtel construit en 1867 par le Dr. Carlo Pasta) et du vieil hôtel «Des Alpes».
La compagnie maintient une locomotive à vapeur. Elle est, parmi toutes les locomotives encore en activité, la locomotive à vapeur la plus ancienne de toute la Suisse[réf. nécessaire]. Avec un wagon d'époque également, la société organise des courses spéciales pour les touristes.

## Galeries

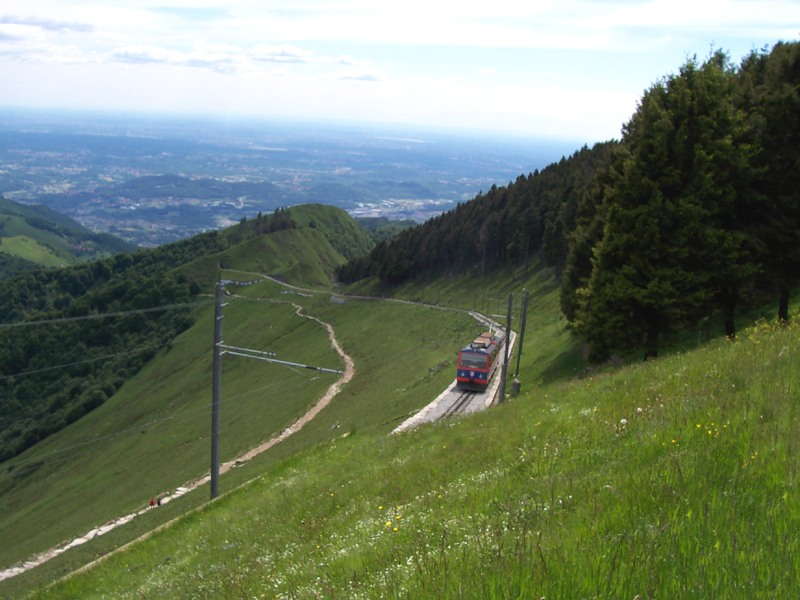
La ligne du Monte Generoso
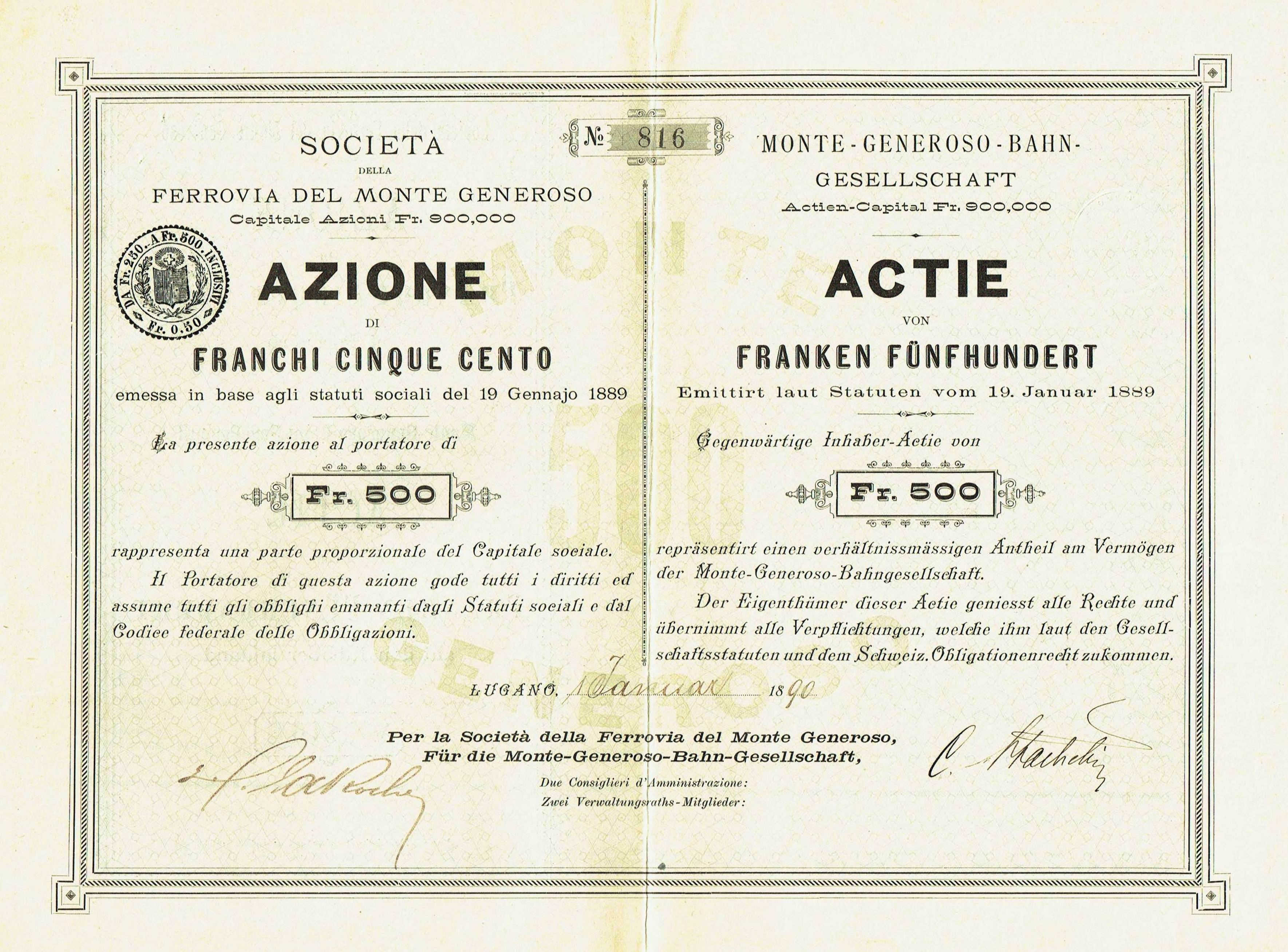
Action de la Societa della Ferrovia del Monto Generosa en date du 1 janvier 1890
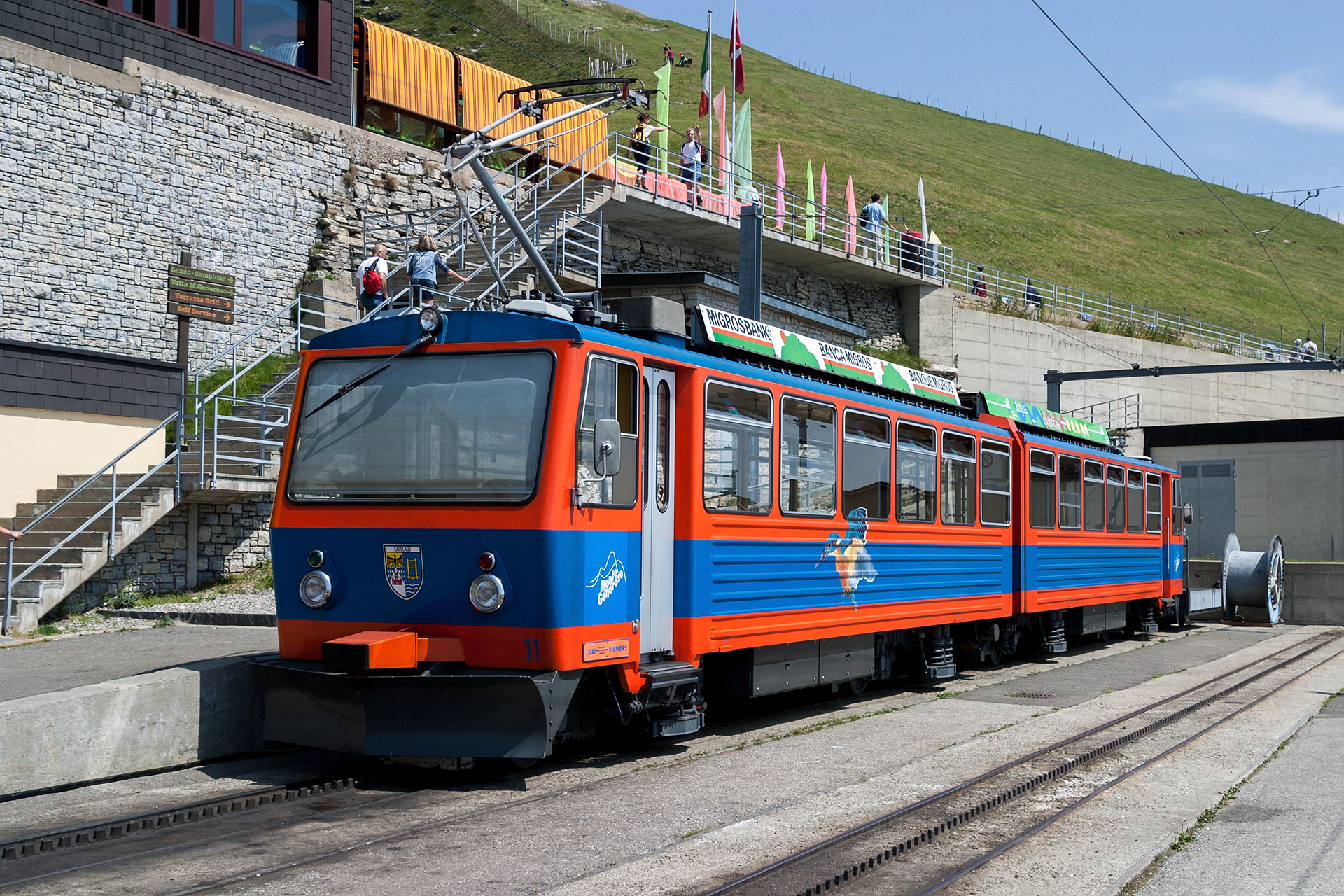
2004-Monte-Generoso-Bahn
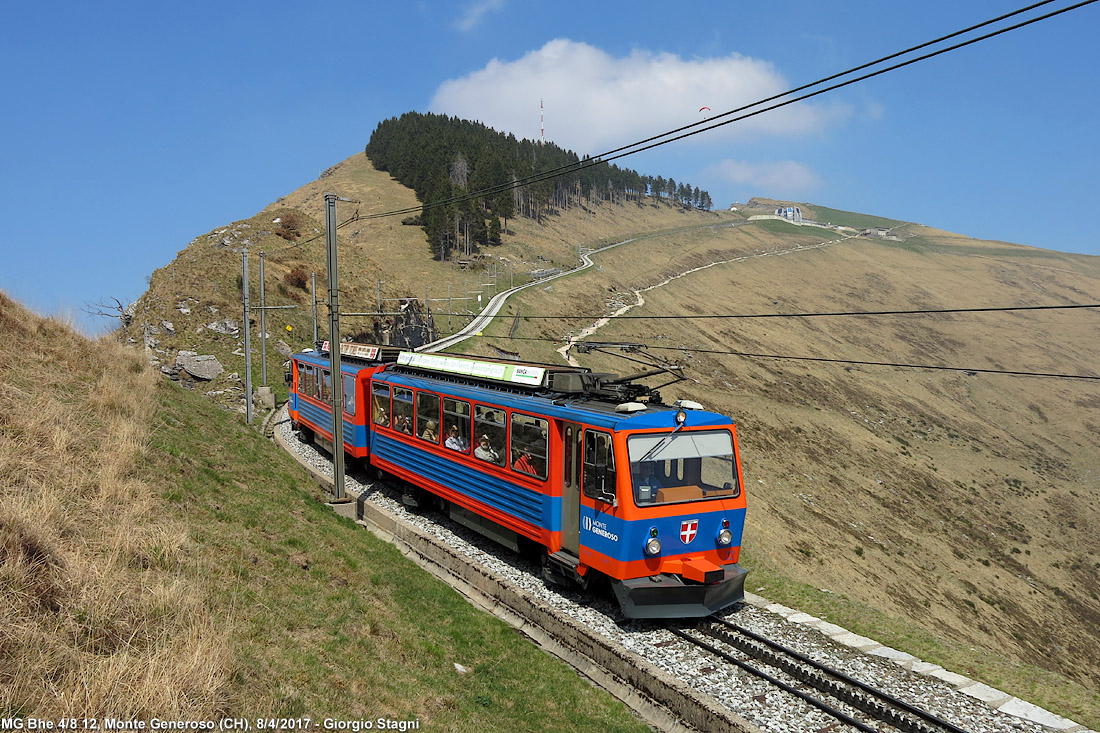
Ferrovia_Monte_Generoso_-_01